# Jiří Mainuš
Jiří Mainuš (Jakartovice, Districte d'Opava, 8 de gener de 1945) va ser un ciclista txecoslovac, d'origen txec. Va guanyar una medalla de plata al Campionat del Món de contrarellotge per equips de 1970. Va participar en els Jocs Olímpics de 1972.

## Palmarès
- 1967
  - Vencedor d'una etapa a la Volta a Polònia
- 1970
  - 1r a la Milk Race i vencedor d'una etapa
- 1971
  - Vencedor d'una etapa a la Ytong Bohemia Tour
  - Vencedor d'una etapa a la Setmana Ciclista Bergamasca
- 1972
  - Vencedor d'una etapa a la Ytong Bohemia Tour
- 1973
  - 1r a la Setmana Ciclista Bergamasca i vencedor de 3 etapes